# Necaxacris
Necaxacris är ett släkte av insekter. Necaxacris ingår i familjen gräshoppor.
Kladogram enligt Catalogue of Life:
| Necaxacris | \| \| Necaxacris micans \| \| \| \| \| \| Necaxacris moctezumae \| \| \| \| |
|            | \| \| Necaxacris micans \| \| \| \| \| \| Necaxacris moctezumae \| \| \| \| |
|            | Necaxacris micans                                                           |
|            |                                                                             |
|            | Necaxacris moctezumae                                                       |
|            |                                                                             |